# Mads Bødker
Mads Bødker (født 31. august 1987) er en tidligere dansk ishockeyspiller der senest repræsenterede SønderjyskE Ishockey i den bedste række i Danmark, AL-Bank Ligaen.
Bødkers foretrukne position på isen var back. I sin første sæson i Sverige fik Bødker 40 kampe i Hockeyallsvenskan. Han repræsenterede Danmark ved VM i ishockey i 2006 og 2007. Efter fem sæsoner for Rögle BK skiftede han til Leksand forud for sæsonen 2011-12. Han spillede i Rødovre Mighty Bulls fra ungdomsårene til og med sæsonen 2005-06 hvor han blev Årets Rookie i den danske Superisliga, efter en sæson hvor det blev til i alt 14 point i 39 kampe. Han er forholdsvis lille af statur med sine 77 kilo fordelt på 174 cm.
Mads Bødker er ikke draftet af et NHL-hold, men broderen, Mikkel, spiller i NHL for San Jose Sharks.